# Kościół Wniebowzięcia Najświętszej Maryi Panny w Jaćmierzu
Kościół Wniebowzięcia Najświętszej Maryi Panny w Jaćmierzu – rzymskokatolicki kościół parafialny należący do dekanatu Jaćmierz archidiecezji przemyskiej.

## Historia
Jest to świątynia wzniesiona w latach 40. XVII wieku. Ufundowana została przez Reginę Balową chorążynę przemyską i zbudowana dzięki staraniom Jana Oleszko proboszcza jaćmierskiego. W 1737 roku została uszkodzona przez pożar. W 1760 roku została przebudowana przez Anastazję Śleczyńską kasztelanową brzezińską – zostały wówczas wydzielone trzy nawy, powiększono zakrystię, dodano kruchtę zachodnią i podwyższono wieże. W połowie XIX wieku zostały dobudowane dwie kaplice boczne tworzące transept. W 1902 roku zostało wymienione pokrycie dachu z gontów na blachę. W latach 1925–1932 kościół był remontowany. W 1953 roku została odnowiona polichromia W latach 1997–2004 świątynia była remontowana ponownie.

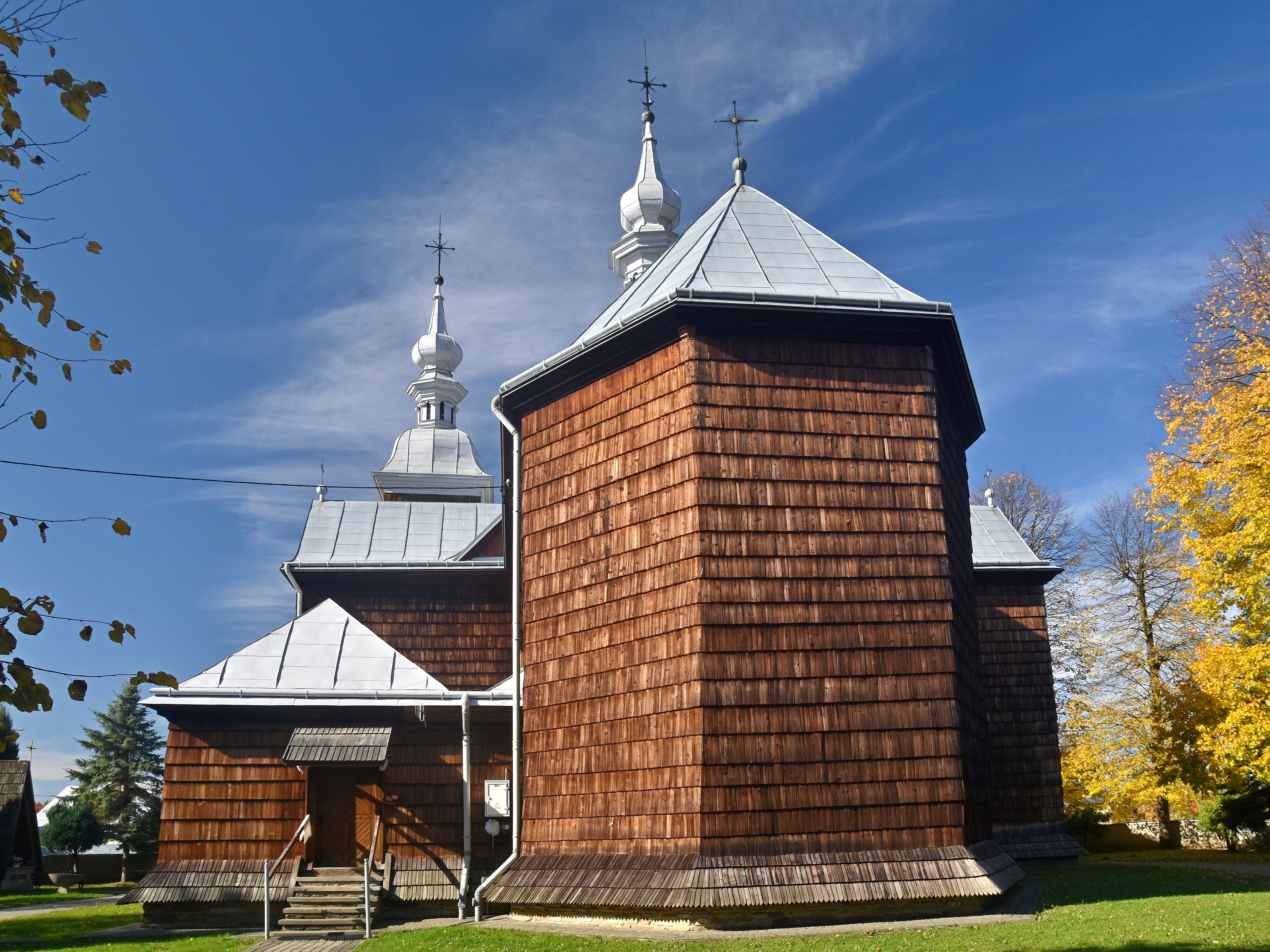
Elewacja tylna
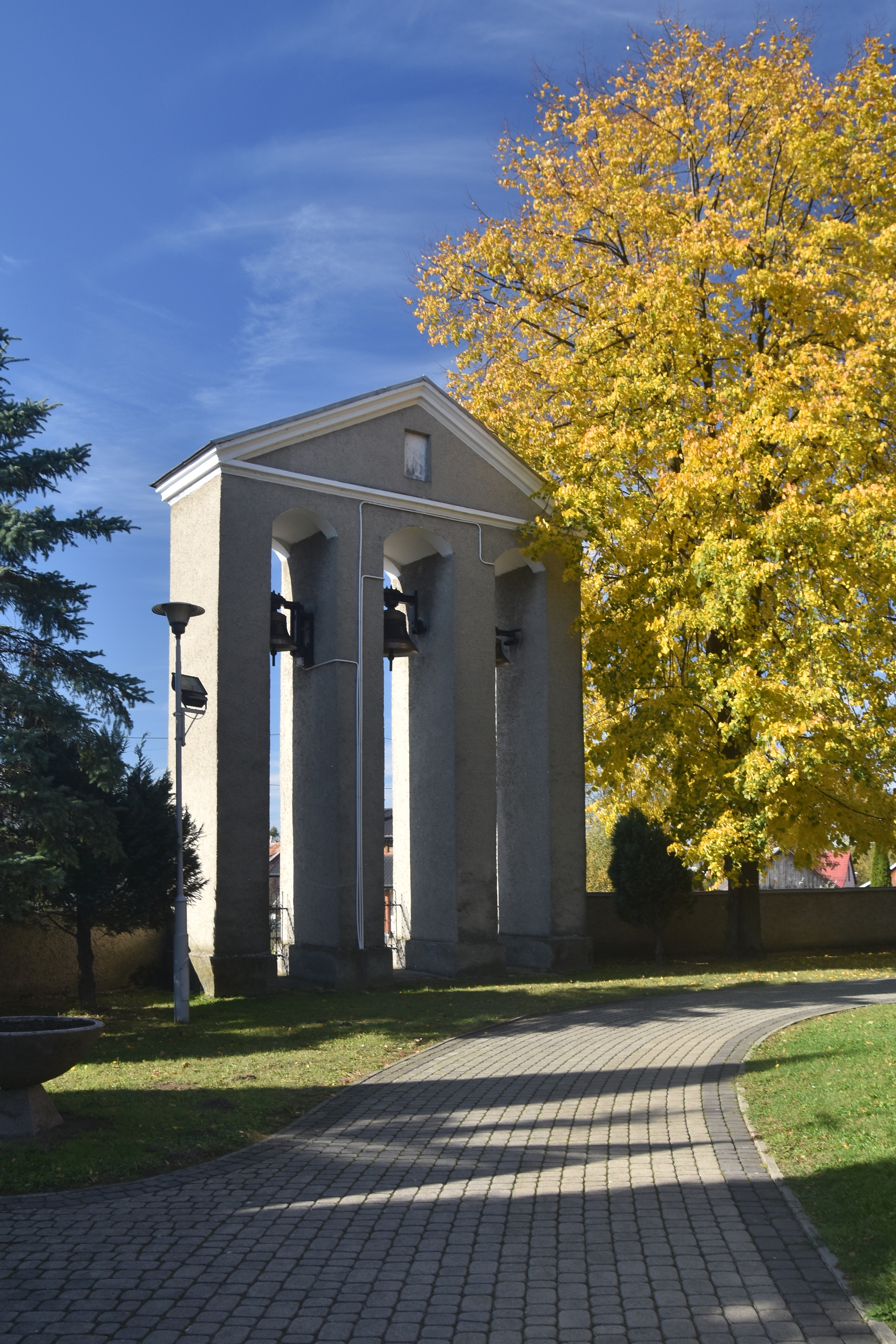
Dzwonnica
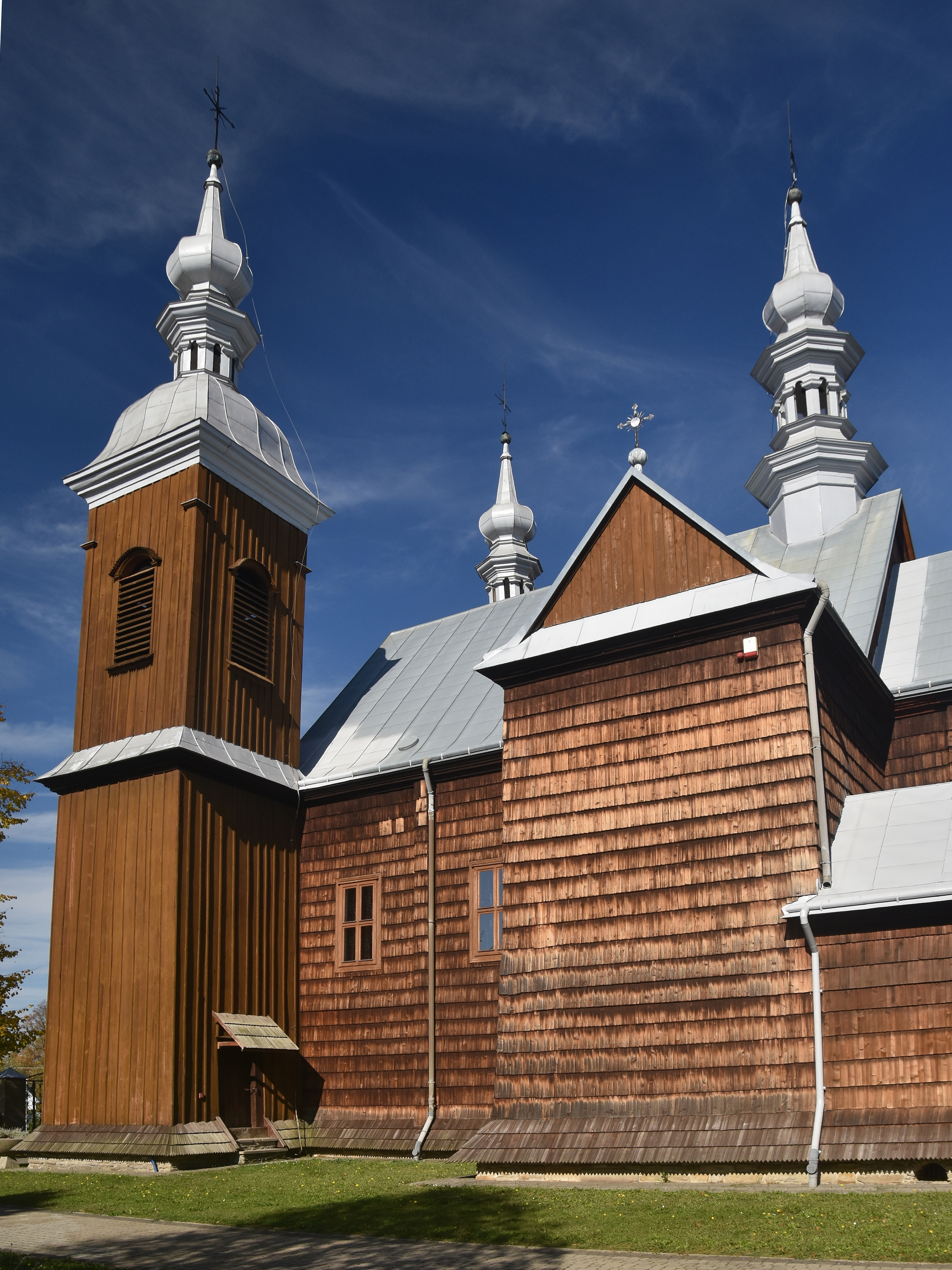
Elewacja boczna

Jest to budowla drewniana, orientowana, trzynawowa, posiadająca konstrukcję zrębową. Prezbiterium świątyni jest mniejsze od nawy, zamknięte trójbocznie, z boku znajduje się zakrystia. Dwie kaplice boczne pod wezwaniem Najświętszego Serca Jezusa i Matki Bożej Różańcowej, zamknięte prostokątnie tworzą  transept. Fasada jest ozdobiona dwiema wieżami, zwieńcza ją trójkątny szczyt i poprzedza ją kruchta. Wieże posiadają konstrukcję słupową i zwieńczają je blaszane dachy hełmowe kopulasto–iglicowe z latarniami. Świątynia nakryta jest dachem dwukalenicowym, złożonym z blachy, na dachu znajduje się z ośmioboczna wieżyczka na sygnaturkę, zwieńczona kopulasto–iglicowym dachem hełmowym z latarnią. Wnętrze dzielą na trzy części dwa rzędy słupów z arkadami. Wnętrze nakrywają płaskie stropy. Chór muzyczny w stylu późnobarokowym, jest podparty trzema arkadami ze słupami i posiada prospekt organowy. Parapet jest wypukły w środku i wklęsły po bokach. Belka tęczowa jest ozdobiona późnobarokowymi rzeźbami Grupy Pasyjnej z około 1760 roku. Zachował się późnogotycki portal w formie oślego grzbietu z 1664 roku. Polichromia ornamentalna, architektoniczna i figuralna pochodzi z 2 połowy XIX wieku i z 1926 roku, której autorem jest Włodzimierz Lisowski. W zakrystii zachowała się polichromia z 2 połowy XVIII wieku przedstawiająca liście akantu. Ołtarz główny w stylu późnobarokowym posiada elementy rokokowe z 2 połowy XVIII wieku. Ołtarze boczne pochodzą z XX wieku. W kaplicach jeden ołtarz w stylu neobarokowym pochodzi z XIX wieku, a drugi pochodzi z XX wieku. Ambona i dwa konfesjonały w stylu późnobarokowym pochodzą z 2 połowy XVIII wieku. Chrzcielnica w stylu barokowym wykonana z marmuru pochodzi z około 1770 roku, ma kształt kielicha i jest ozdobiona herbem Jastrzębiec. Dwa konfesjonały w stylu późnobarokowym pochodzą z 2 połowy XVIII wieku. Obrazy Drogi Krzyżowej zostały wykonane w 1900 roku. Prace dekoracyjne w kościele wykonał malarz Władysław Lisowski.